# Jorge Luis Hernandez Larreinaga
Jorge Luis Hernandez Larreinaga (ur. 20 sierpnia 1978 w Hawanie) – kubański siatkarz występujący na pozycji przyjmującego. Posiada również paszport argentyński.
W latach 1995–1998 grał w juniorskiej reprezentacji Kuby. Przez kolejne trzy lata bronił barw seniorskiej drużyny swojego kraju. Uczestniczył w rozgrywkach Ligi Światowej, mistrzostwach kontynentu oraz Igrzyskach Olimpijskich w Sydney (2000). Występował w europejskich klubach siatkarskich, m.in. we Włoszech, Hiszpanii, Rosji, Bośni i Hercegowinie. W sezonie 2010/2011 grał na parkietach polskiej I ligi siatkarskiej w zespole Lotos Trefl Gdańsk.